# Phạm Xuân Bình
Phạm Xuân Bình (sinh năm 1957) là một Thiếu tướng Công an nhân dân Việt Nam. Ông từng là Ủy viên Ban Thường vụ Đảng ủy, Phó Giám đốc Công an thành phố Hà Nội đến ngày 1 tháng 9 năm 2017. Ông là con trai của cố Thứ trưởng Bộ Công an, Trung tướng Phạm Tâm Long.

## Thân thế sự nghiệp
Phạm Xuân Bình quê quán ở Sơn Đà, Ba Vì, thành phố Hà Nội.
Phạm Xuân Bình đã nghỉ hưu từ ngày 1 tháng 9 năm 2017.